# Filtro de Bessel
Los filtros de Bessel son un tipo de filtro electrónico.  Son usados frecuentemente en aplicaciones de audio debido a su linealidad.

## Historia
Se nombran así en honor al astrónomo y matemático Friedrich Bessel. Para su diseño se emplean los coeficientes de los polinomios de Bessel.

## Descripción
Son filtros que únicamente tienen polos. Están diseñados para tener una fase lineal en las bandas pasantes, por lo que no distorsionan las señales; por el contrario tienen una mayor zona de transición entre las bandas pasantes y no pasantes.
Cuando estos filtros se transforman a digital pierden su propiedad de fase lineal.
Su respuesta en frecuencia es:
{\displaystyle H(s)={\frac {1}{\sum _{k=0}^{N}a_{k}\cdot s^{k}}}}
donde N es el orden del filtro y el denominador es un polinomio de Bessel, cuyos coeficientes son:
{\displaystyle a_{k}={\frac {\left(2N-k\right)!}{2^{N-k}\cdot k!\cdot \left(N-k\right)!}}}, con k=0, 1, 2, ..., N

## Otros tipos de filtros
- Filtro de Butterworth
- Filtro de Chebyshev I
- Filtro de Chebyshev II
- Filtro de Cauer (elíptico)